# Carsac-Aillac
Carsac-Aillac település Franciaországban, Dordogne megyében. Lakosainak száma 1549 fő (2022. január 1.). Carsac-Aillac Saint-Vincent-le-Paluel, Sarlat-la-Canéda, Groléjac, Domme, Calviac-en-Périgord, Vitrac és Veyrignac községekkel határos.

## Népesség
A település népességének változása:
| Lakosok száma | 770  | 950  | 1219 | 1460 | 1559 | 1592 | 1578 | 1529 | 1530 | 1549 |
|               | 1968 | 1982 | 1990 | 2006 | 2013 | 2015 | 2017 | 2019 | 2020 | 2022 |